# Wietze van der Sluis
Wietze Roelof van der Sluis (Dirkshorn, 27 augustus 1923 – Hilversum, 25 mei 1988) was een Nederlands politicus van de ARP en later het CDA.
Na in 1951 te zijn afgestudeerd in de rechten aan de Vrije Universiteit Amsterdam ging hij werken bij het ministerie van Oorlog. Twee jaar later werd hij juridisch adviseur bij het Christelijk Nationaal Vakverbond (CNV) en in 1957 werd hij algemeen secretaris van de ARP. Daarnaast was hij vanaf 1962 lid Provinciale Staten van Utrecht en gemeenteraadslid in De Bilt. Bovendien was hij vanaf september 1966 een jaar lid Tweede Kamer. In 1967 volgde hij Albert Bakker op als lid van de Gedeputeerde Staten van Utrecht. In maart 1977 werd Van der Sluis de burgemeester van Hilversum wat hij zou blijven tot hij midden 1988 op 64-jarige leeftijd overleed.
- Biografisch Portaal: 13238509
- Nederlandse Thesaurus van Auteursnamen: 068198264
- Parlement.com: vg09ll8vsdyy
- Virtual International Authority File: 290386443
- WorldCat: E39PBJdmkWy3qYQxWVPH7dvbVC